# محمد فرج الله
محمد فرج الله (مواليد 1 يناير 1939) هو ملاكم سوداني، مثّل بلاده في الألعاب الأولمبية الصيفية 1960.

## روابط خارجية
محمد فرج الله على موقع بوكس ريك (الإنجليزية) (registration required)
- محمد فرج الله على موقع أوليمبيديا (الإنجليزية)